# Ojai Valley Inn
L'Ojai Valley Inn est un hôtel américain situé à Ojai, en Californie. Ouvert en 1923, cet établissement est membre des Historic Hotels of America depuis 1991.